# Apanteles fredi
Apanteles fredi är en stekelart som beskrevs av Austin och Paul C. Dangerfield 1989. Apanteles fredi ingår i släktet Apanteles och familjen bracksteklar. Inga underarter finns listade i Catalogue of Life.